# Cirrhochrista disparalis
Cirrhochrista disparalis là một loài bướm đêm trong họ Crambidae.